# Ella Sophonisba Hergesheimer
Ella Sofonisba Hergesheimer (Allentown, Pensilvania, 7 de enero de 1873–24 de junio de 1943) fue una  ilustradora, pintora y grabadora estadounidense, conocida por sus retratos de mujeres de la sociedad de Tennessee y sus hijos. Como grabadora, fue pionera en la técnica de la xilografía.

## Primeros años

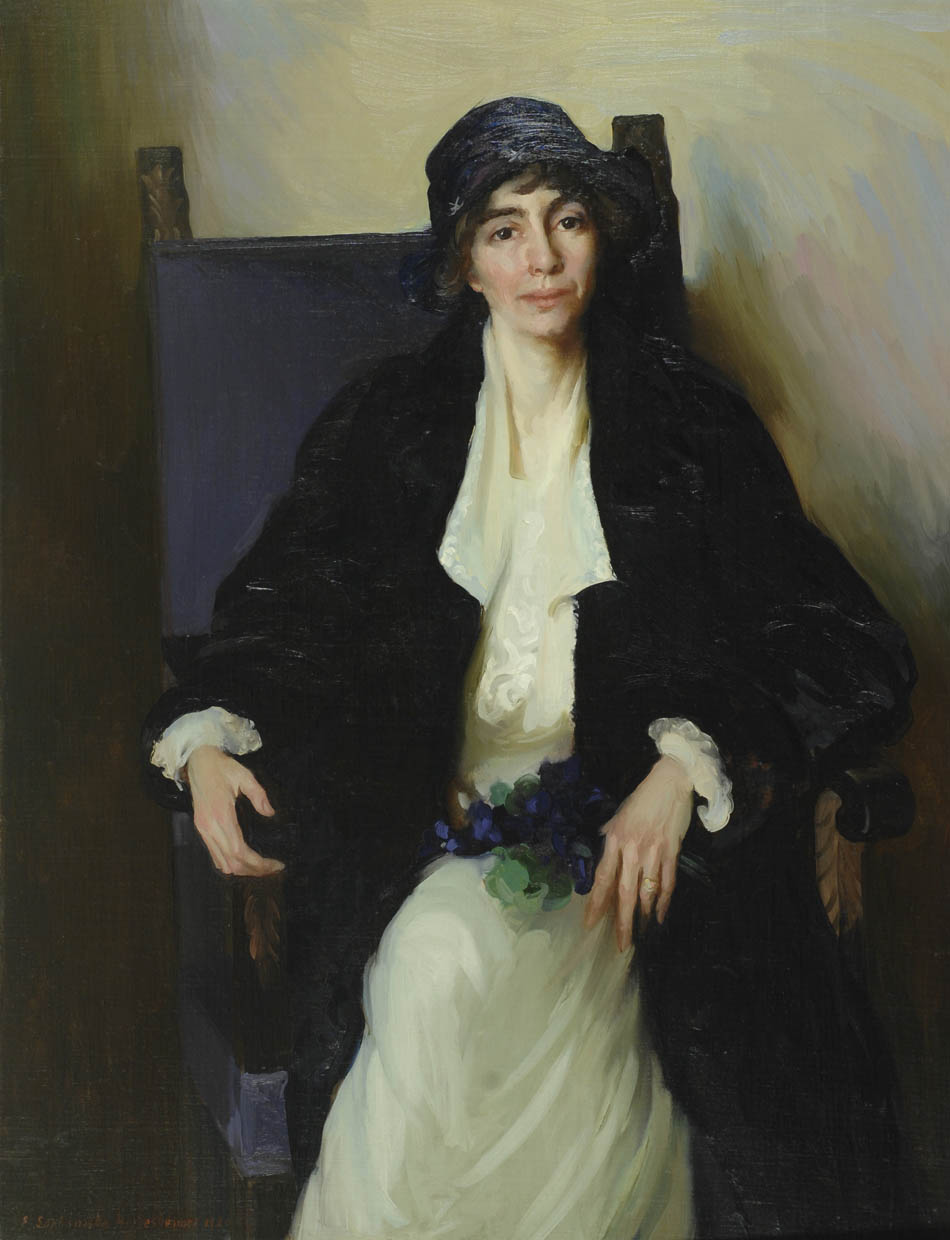
Retrato de Madeline McDowell Breckinridge, 1920

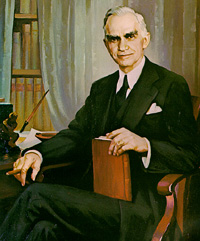
Presidente de la Cámara Joseph W. Byrns, Sr. (1937); en el edificio del Capitolio de los Estados Unidos

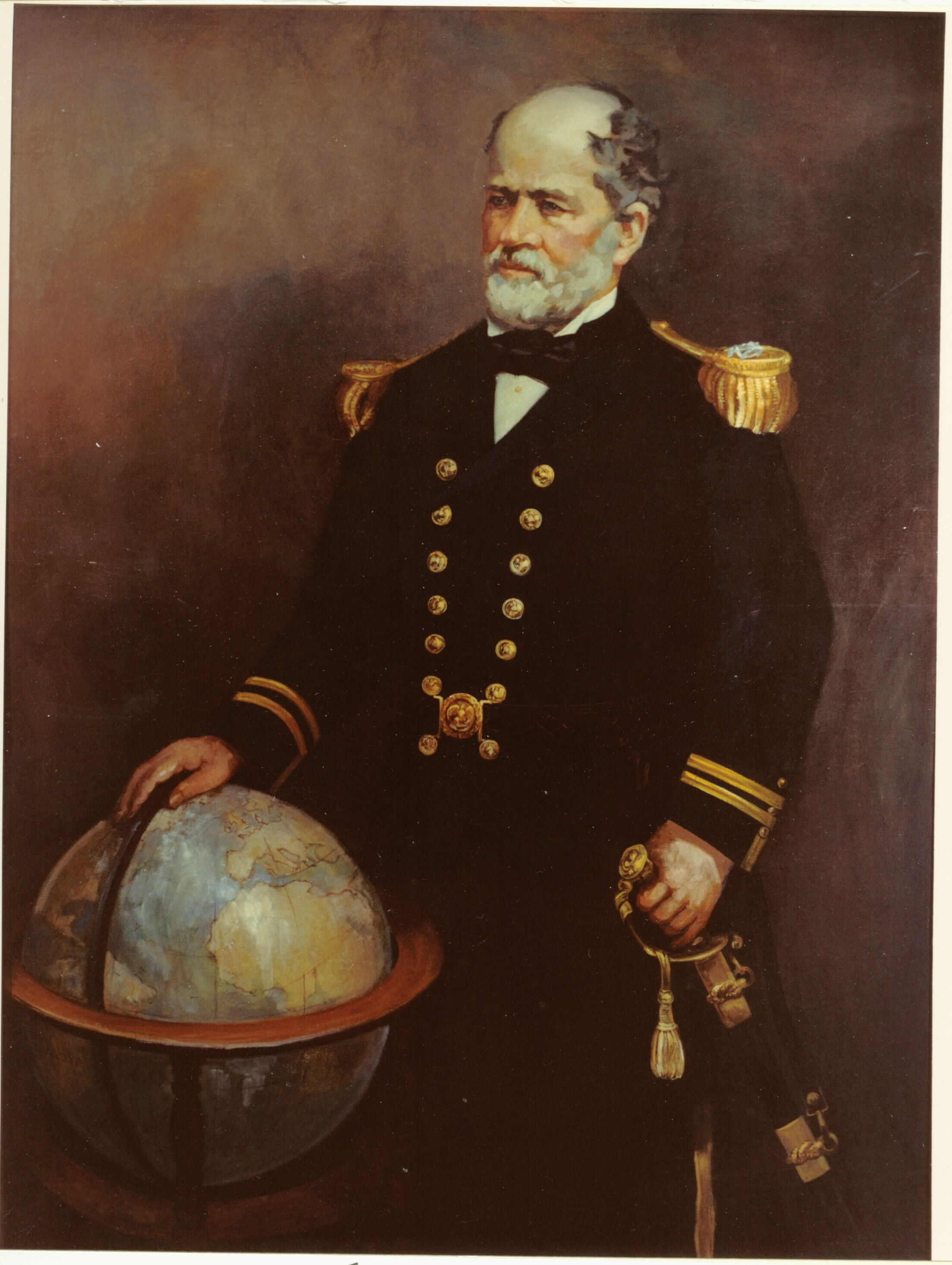
Retrato de Matthew Fontaine Maury, colgado en el Salón Maury en la Academia Naval de los Estados Unidos. Donado a la Academia en 1923.

Hergesheimer nació en Allentown, Pensilvania, el 7 de enero de 1873. Sus padres fueron Charles P. Hergesheimer y Ellamanda Ritter Hergesheimer. Fue alentada a crear arte desde su infancia
Hergesheimer era la tataranieta del artista de Filadelfia Charles Willson Peale, quien llamó a una de sus hijas Sophonisba en honor a la artista italiana, Sofonisba Anguissola. Hergesheimer eligió usar Sophonisba como su primer nombre.

## Educación
Estudió en la Escuela de Diseño para Mujeres de Filadelfia durante dos años y luego estudió en la Academia de Bellas Artes de Pensilvania durante cuatro años.  En la Academia de Bellas Artes de Pensilvania, estudió con Cecilia Beaux, Hugh Breckenridge y William Merritt Chase. Chase la consideraba una de sus mejores discípulas, y pasó el verano de 1900 estudiando en la Escuela de Verano de Arte Chane's Shinnecock Hills en Long Island.  Como estudiante de último año en la Academia de Bellas Artes de Pensilvania, fue considerada como la mejor alumna de su clase y recibió la beca Cresson Travelling.
Esto le permitió estudiar en el extranjero en Europa durante tres años, donde se formó en la Académie Colarossi y expuso en el Salón de París. Figura entre los estudiantes de Blanche Lazzell, conocida por sus xilografías de color de línea blanca.

## Carrera
Como resultado de tener su trabajo incluido en una exposición itinerante de 1905 organizada por la Asociación de Arte de Nashville, recibió un encargo en 1907 para pintar el retrato de Holland Nimmons McTyeire, el obispo metodista que convenció a Cornelius Vanderbilt para que dotara a la Universidad de Vanderbilt. Para trabajar en el encargo, se mudó a Nashville, Tennessee, donde permaneció el resto de su vida: primero ocupó un estudio en Church Street y luego uno en Eighth Avenue y Broadway. También dio clases de arte en Bowling Green, Kentucky, donde su círculo de amigos incluía a otros artistas como Frances Fowler, Sarah Peyton y Wickliffe Covington. También mantuvo una amistad de por vida con el pintor paisajista Orlando Gray Wales,  quien también se crio en Allentown y también había estudiado en la Academia de Bellas Artes de Pensilvania. 
Los retratos más notables de Hergesheimer son los del Presidente de la Cámara Joseph W. Byrns, Sr., que cuelga en el edificio del Capitolio de los Estados Unidos, y del comodoro Matthew Fontaine Maury, que se exhibe en el Salón Maury en la Academia Naval de los Estados Unidos en Annapolis, Maryland. 

## Muerte
Hergesheimer murió el 24 de junio de 1943 en Davidson, Tennessee

## Premios
- Medalla de oro, Exposición de los Apalaches (1910)
- Medalla de oro, Exposición del Estado de Tennessee (1926)[3]

## Grandes exposiciones
- Liga Profesional de Artistas Americanos
- Instituto de Arte de Chicago
- Galería de arte Corcoran
- Academia Nacional de Diseño
- Asociación de arte de Nueva Orleans
- Academia de Bellas Artes de Pensilvania
- Salones de América
- Exposición Internacional del Sesquicentenario, Filadelfia, Pensilvania (1926)[4]
- Sociedad de artistas independientes

## Membresías y afiliaciones
- Liga Profesional de Artistas Americanos
- Federación Americana de Artes
- Club Nacional de las Artes
- Asociación de Arte de Nueva Orleans
- Salones de América
- Sociedad de Artistas Independientes
- Liga de Arte de los Estados del Sur
- Club de Acuarelas de Washington D. C.

## Colecciones
Algunos de los principales coleccionistas del trabajo de Hergesheimer son:
- Museo de Arte Heckscher , Huntington, Nueva York
- Museo de Arte Morris, Augusta, Georgia
- Museo Público de Reading, Reading, Pensilvania
- Museo del Estado de Tennessee, Nashville, Tennessee
- Capitolio de los Estados Unidos, Washington D. C.
- Universidad Vanderbilt, Nashville, Tennessee
- Fundación Dos Rosas Rojas, Palm Harbor, Florida

## Otras lecturas
- Burton, Vincent. "Algunos retratos de Ella S. Hergesheimer". International Studio 37 (marzo de 1909): 32-33.
- Kelly, James C. "Ella Sophonisba Hergesheimer 1873-1943". Tennessee Historical Quarterly 44 (verano de 1985): 112-13.
- Knowles, Susan. "Ella Sophonisba Hergesheimer (1873-1943)". Mujeres distintivas de Nashville . Nashville: Sociedad Histórica de Tennessee, 1985.